# トワイライトスター
『トワイライトスター』は、日本のヴィジュアル系ロックバンドであるメガマソが2010年5月26日にリリースしたメジャー3枚目、通算8枚目のシングルである。
オリコン週間チャート初登場36位。表題曲はNHK教育テレビで放送されたアニメ「メジャー 第6シリーズ」エンディングテーマ。

## 販売形態
- トワイライトスター 初回盤A （CD+DVD）
- トワイライトスター 初回盤B （CD）
- トワイライトスター 通常盤 （CD）

初回封入特典として、
1. トレカコレクション メガマソ×メジャーのスペシャルトレカ全4種類のうち1種封入（表面にメンバー絵柄（4種類）、裏面にメジャー絵柄（1種共通））。
2. 豪華特典応募用紙
  - 応募特典1：「メガマソになりきれ!メガマソメンバーと夢のライブセッション参加券!」
  - 応募特典2：メガマソオリジナルアルバムのクレジット参加!!
3. 夏の全国ツアーチケット優先応募用紙

が封入されている。

## 収録曲

### 初回盤A
1. トワイライトスター
  - 作詞・作曲：涼平
2. パレット
  - 作詞：インザーギ ／ 作曲：涼平
3. トワイライトスター（Instrumental）

- DVD
  - 「トワイライトスター」 VideoClip & Making

### 初回盤B
1. トワイライトスター
2. パレット
3. 純粋培養
  - 作詞・作曲：涼平
  - コナミ（現・コナミデジタルエンタテインメント）から発売された音楽ゲーム『GuitarFreaksV6 ＆ DrumManiaV6 BLAZING!!!!』収録曲[1]。
4. トワイライトスター（Instrumental）

### 通常盤
1. トワイライトスター
2. パレット
3. From far
  - 作詞・作曲：インザーギ
4. トワイライトスター（Instrumental）